# Barbus microbarbis
Barbus microbarbis is een  straalvinnige vissensoort uit de familie van eigenlijke karpers (Cyprinidae). De wetenschappelijke naam van de soort is voor het eerst geldig gepubliceerd in 1937 door David & Max Poll.
De soort staat op de Rode Lijst van de IUCN als Uitgestorven, beoordelingsjaar 2006.